# Грасура (Верчели)
Грасура је насеље у Италији у округу Верчели, региону Пијемонт.
Према процени из 2011. у насељу је живело 16 становника. Насеље се налази на надморској висини од 694 м.